# Renault 5
Renault 5 — компактні хетчбеки малого класу (сегмент B) компанії Renault, що вироблялись з 1972 по 1998 рік.

## Перше покоління (1972—1985)

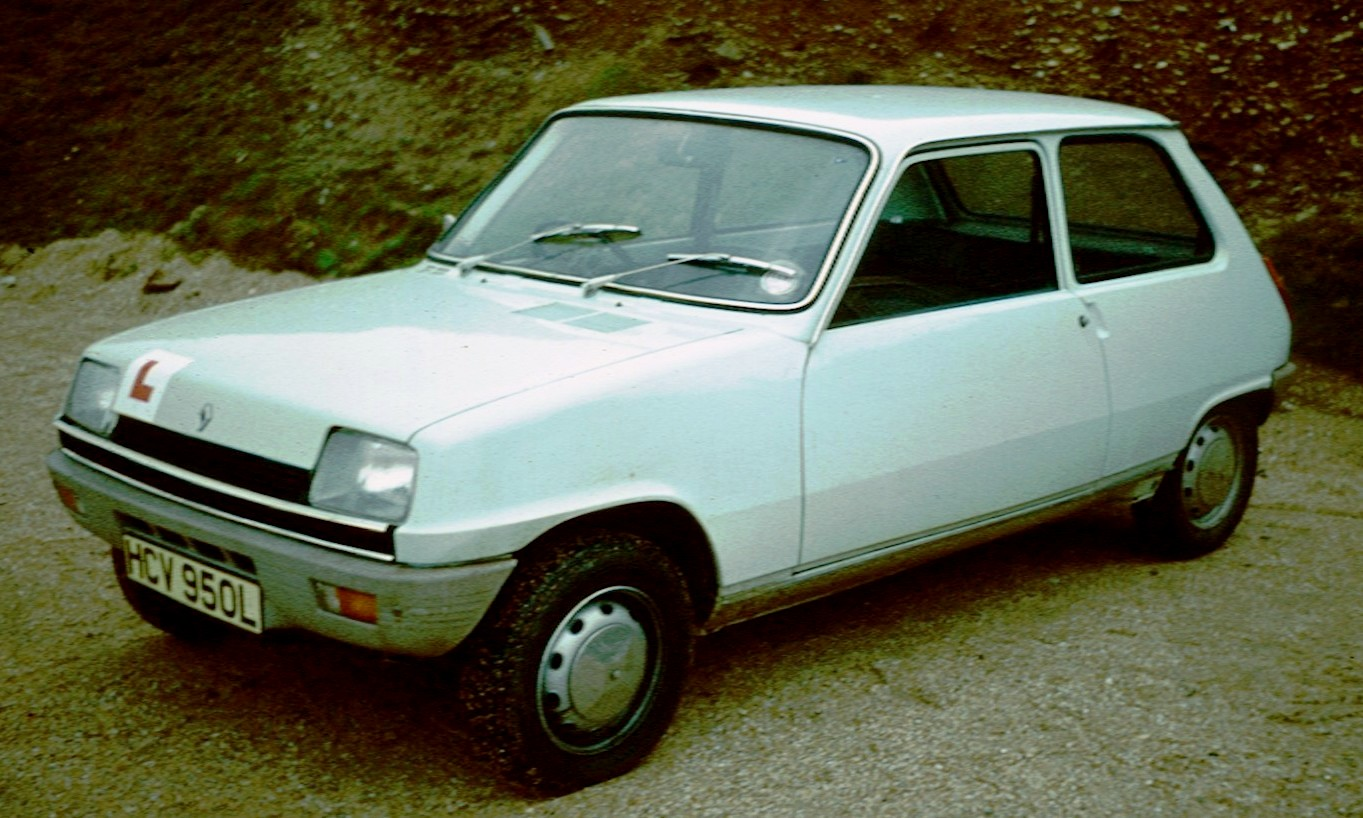
Перше покоління

Renault 5 був уперше продемонстрований 10 грудня 1971 року, а наступного року запущений у серійне виробництво.
Renault 5 розроблений дизайнером Мішелем Буйе (фр. Michel Boué), померлим до початку виробництва. R5 виділялася завдяки кузову хетчбек зі «скошеною» задньою частиною і передньою панеллю. Буйе пропонував використовувати «довгі» задні ліхтарі від бампера до даху по всій довжині задньої частини автомобіля. У той час вони не знайшли застосування і з'явилися набагато пізніше на автомобілях Fiat Punto і Volvo 850 Estate/Wagon, а R5 отримав стандартні ліхтарі.

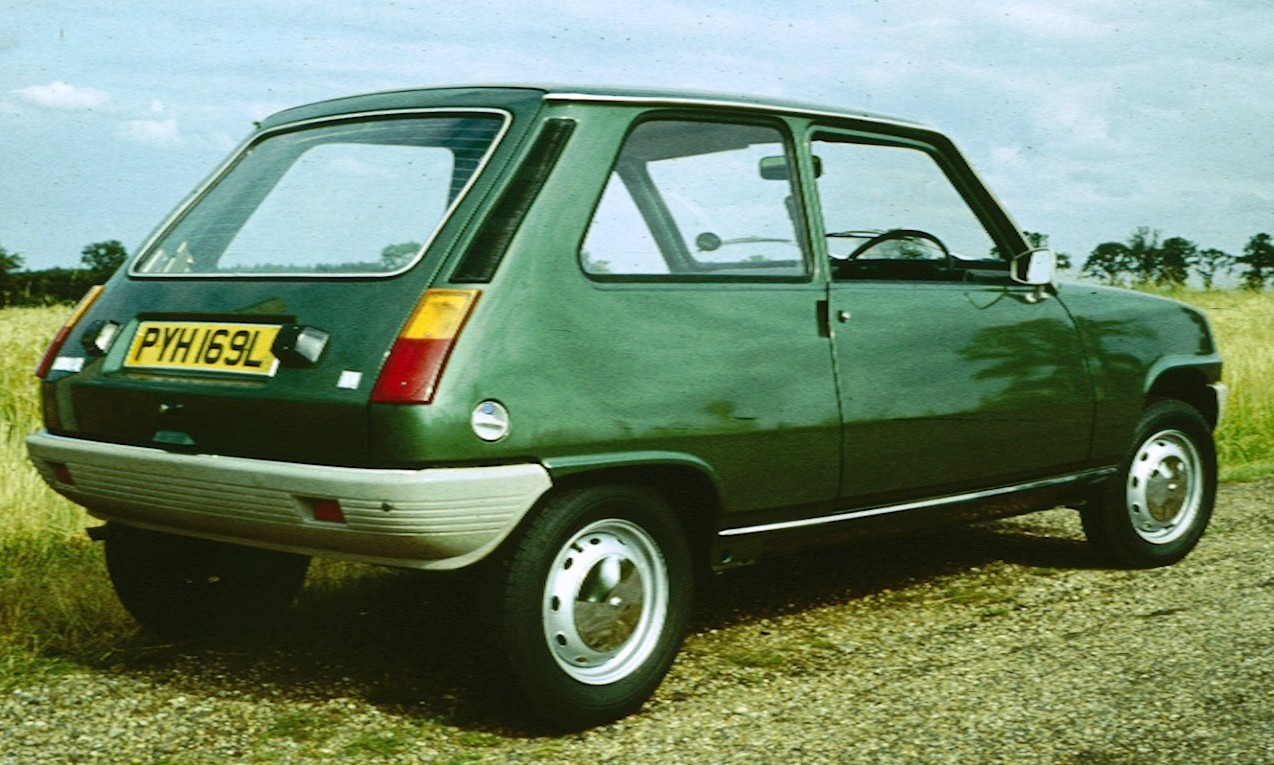
Перше покоління, вид ззаду

R5 запозичив механіку Renault 4 — поздовжньо розташований двигун з коробкою передач перед ним, торсіонну підвіску. Двигуни OHV встановлювалися від моделей R4, R8 і R16 робочим об'ємом від 850 до 1400 см³.
На перших R5 важіль управління коробкою передач знаходився на торпедо і пізніше перемістився на підлогу. Дверні ручки являли собою невеликі вирізи у дверях і бічних стійках. R5 став одним з перших автомобілів з пластиковими бамперами.
Всього було виготовлено 5 709 639 автомобілів першого покоління.

### Renault 5 Alpine / Gordini / Copa

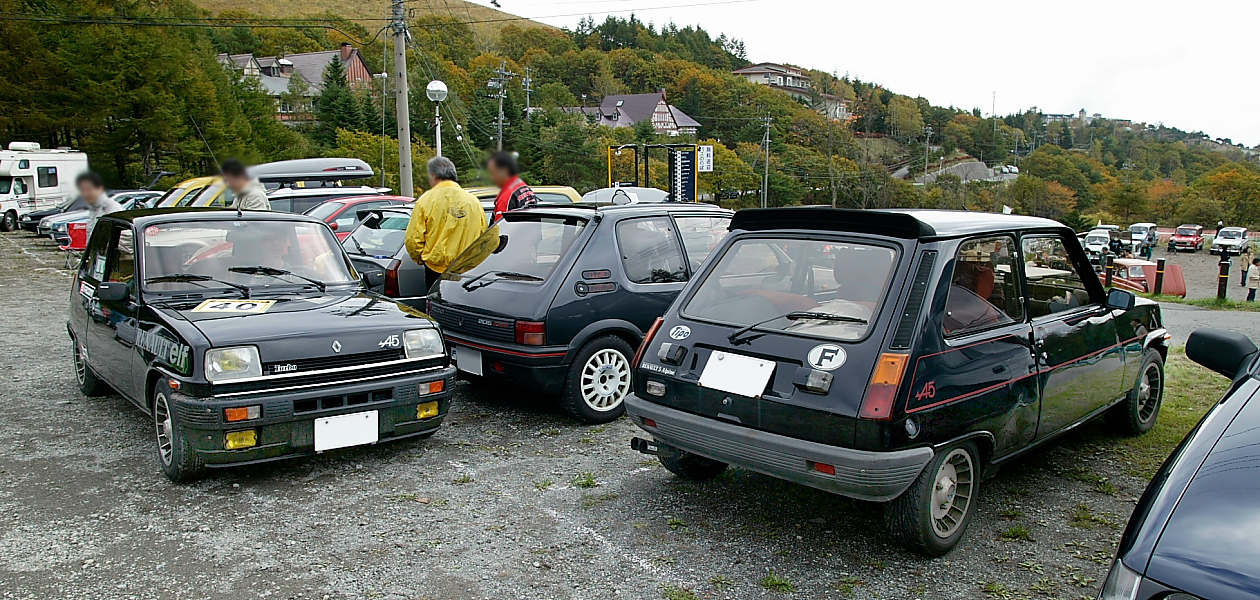
Renault 5 Alpine (A5)

Renault 5 Alpine був одним з перших «гарячих хетчів», випущених у 1976 році — за два місяці до оригінального Volkswagen Golf GTi. Праворульний 5 Alpine був показаний на Британському автосалоні в 1978 році, продажі почалися з 4 квітня 1979 року у Великій Британії, але вже як Renault 5 Gordini, оскільки Chrysler Europe вже мав права на назву «Alpine» в Об'єднаному Королівстві. Вони вже використовували його на Chrysler Alpine, британській ребеджинговій моделі Simca 1307 з правим кермом (RHD), що була представлена в той час. Це було за кілька місяців до появи VW Golf GTi 1976 року з правим кермом, на що Volkswagen знадобилося три роки (щоб переробити авто на RHD).

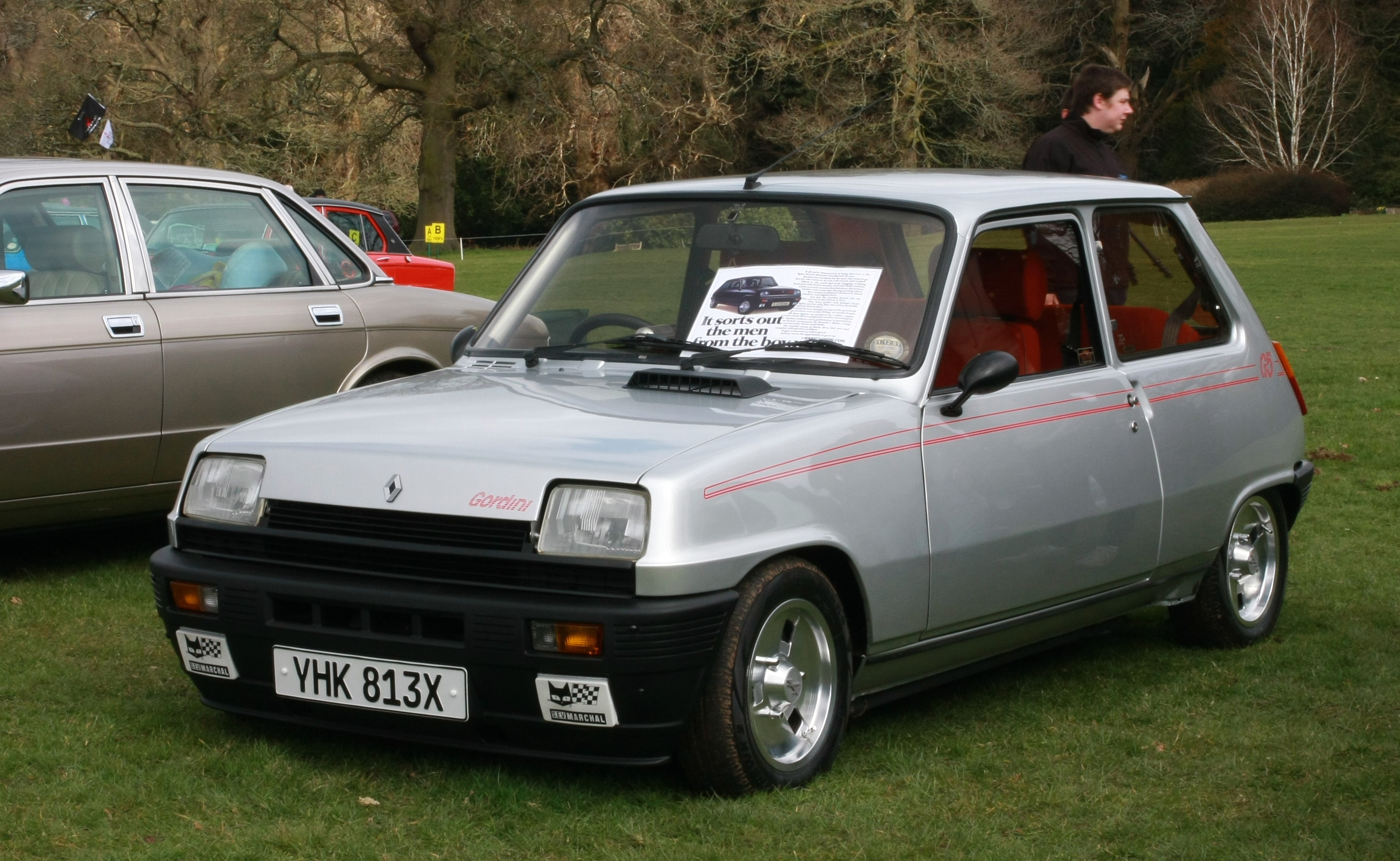
Renault 5 Gordini 1397cc (G5)

Назва Gordini походить від Amédée Gordini, французького тюнера автомобілів, який мав зв'язки з Renault та попередніми спортивними моделями, такими як Renault 8. Ці автомобілі, а також моделі Alpine Turbo збиралися на заводі Alpine в Дьєппі, починаючи з 1975 року. Стартова ціна у Великій Британії склала £4'149 (фунтів стерлінгів) — майже на третину більше, ніж попередня топова модель, 5 TS, за £3'187 — що свідчить про значні зміни в автомобілі порівняно з 64 к.с. (63 к.с.; 47 кВт) 5 TS, який не міг досягти 161 км/год (100 миль/год), порівняно з 93 к.с. (92 к.с.; 68 кВт) Gordini, який міг досягати 177 км/год (110 миль/год).
Двигун OHV об'ємом 1,4 л (1397 см³), що працює в парі з п'ятиступінчастою коробкою передач, був заснований на двигуні з штовхачами Renault "Sierra", але мав головку блоку циліндрів з перехресним потоком з напівсферичними камерами згоряння і розвивав 93 PS (68 кВт; 92 к.с.), що вдвічі більше, ніж стандартний Renault 5 об'ємом 1,1 л (1108 куб.см). Більший двигун і різні високопродуктивні деталі під капотом, означало, що запасне колесо більше не могло туди поміститися і було переміщено в багажник. Версю Alpine можна було впізнати за спеціальними легкосплавними дисками та передніми протитуманними фарами і були оснащений жорсткою підвіскою, але все ще зберігали торсіон ззаду з додатковими стабілізаторами поперечної стійкості. Renault вказала максимальну швидкість як 110 миль/год (177 км/год) і протестувала в липневому номері британського журналу Car за 1979 рік, було досягнуто максимальної швидкості 110 миль/год (177 км/год) і 0÷60 миль/год (0÷97 км/год) за 9,7 секунди. Британський автомобільний журнал Motor зі свого дорожнього тесту наводив дані про максимальну швидкість у 104,7 миль/год (168,5 км/год) і 0÷60 миль/год (0÷97 км/год) за 9,7 секунди.

### Renault 5 Alpine Turbo/Gordini Turbo/Copa Turbo

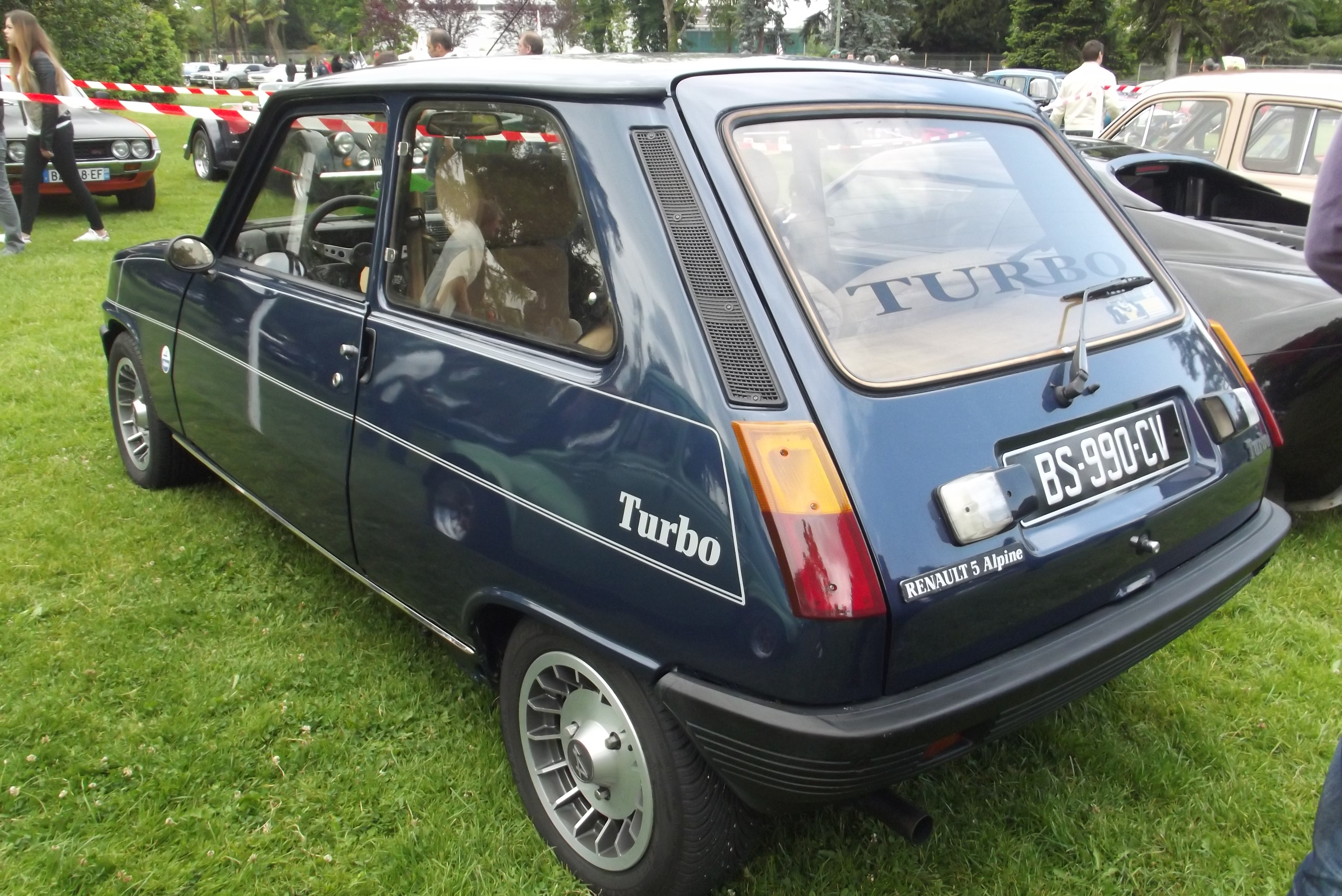
Renault 5 Alpine Turbo

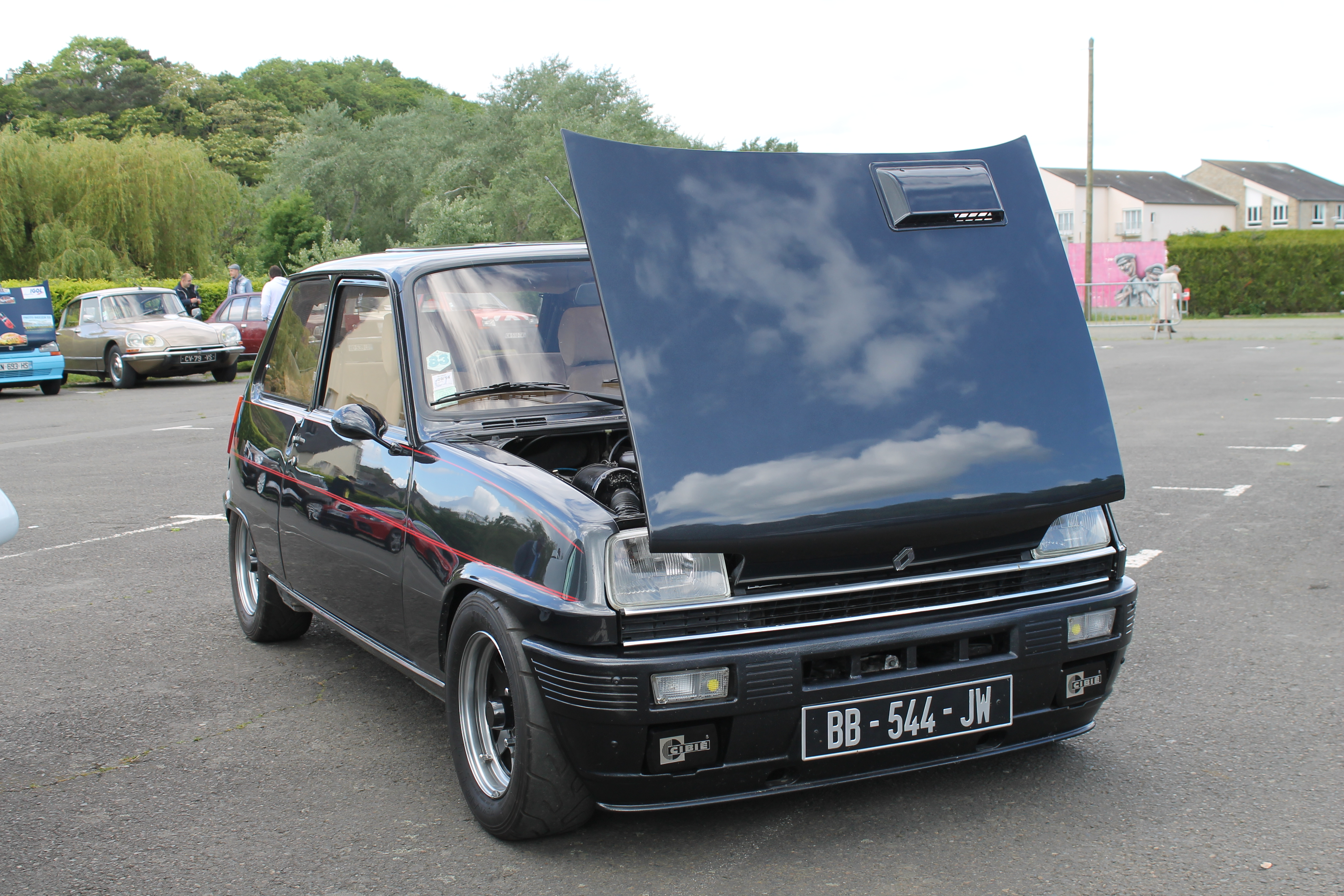
Alpine Turbo

Renault 5 Alpine Turbo був випущений в 1982 році як модернізований наступник атмосферного Alpine. У Британії автомобіль все ще називали Gordini, а не Alpine. Журнал Motor провів дорожні випробування Turbo в 1982 році, і хоча вони оцінили його продуктивність (максимальна швидкість 179,9 км/год (111,8 миль/год), від 0 до 97 кілометрів на годину (від 0 до 60 миль/год) за 8,7 секунди), вони критикували його високу ціну, оскільки він був на 2 фунти стерлінгів дорожчим, ніж більший Ford Escort XR3.
Двигун об'ємом 1,4 л (1397 см³) в Alpine/Gordini Turbo мав один турбонагнітач Garrett T3, що збільшило вихідну потужність до 110 к.с. (82 кВт; 112 PS). Продажі тривали до 1984 року, коли було випущено друге покоління Renault 5, а також вийшов Renault 5 GT Turbo в 1985 році.

### Renault Le Car

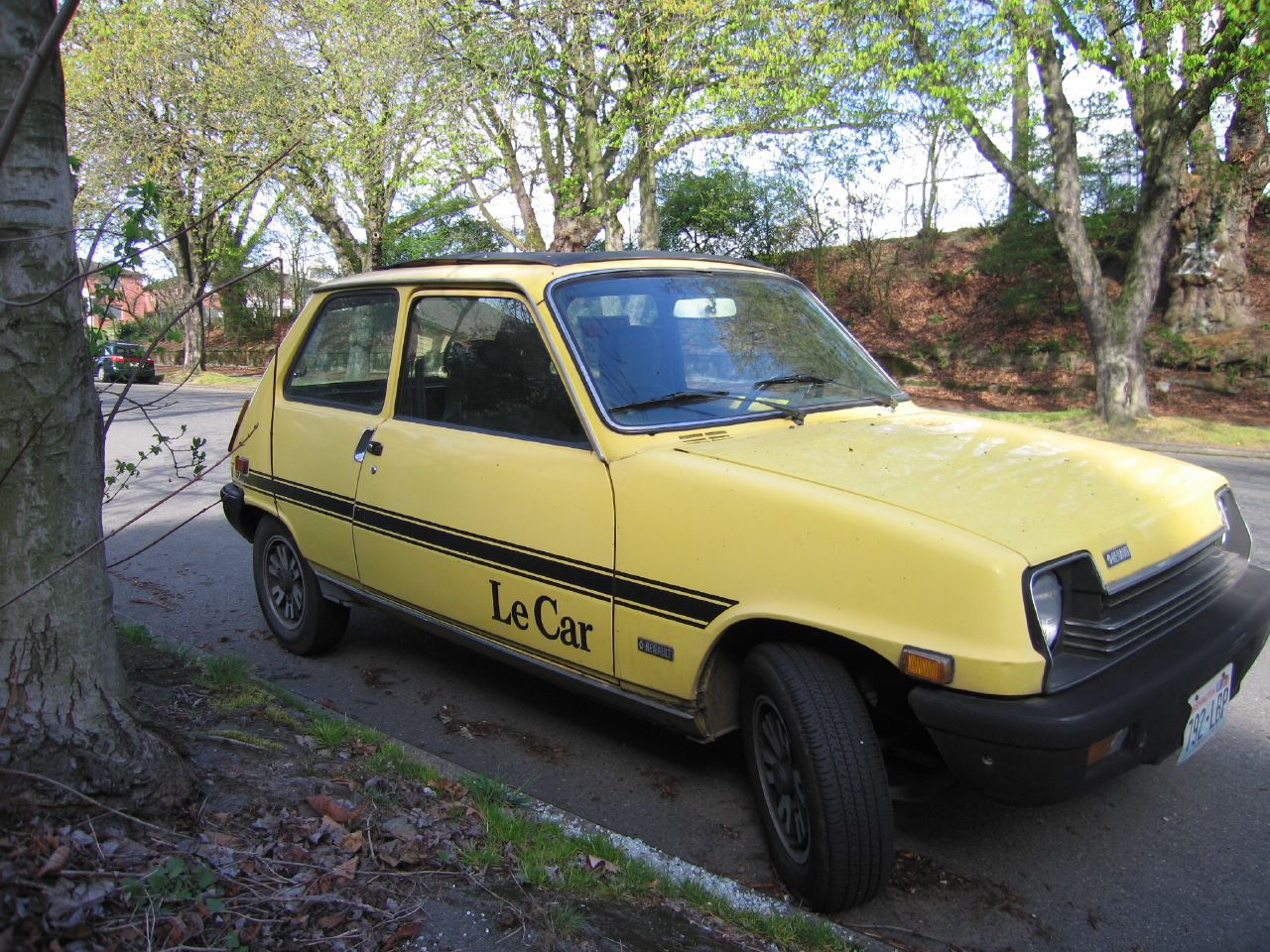
Le Car версія R5, яку продавали AMC

Renault мава близько 250 дилерських центрів у Сполучених Штатах. Північноамериканський Renault 5 дебютував у 1976 році, але продажі були недуже, і багато автомобілів залишилися на дилерських базах. Відповіддю Renault була зміна рекламних агентств і ребрендинг автомобіля на наступний рік під назвою «Le Car». Нова маркетингова кампанія наголошувала на спортивному характері автомобіля та успішній історії європейських змагань.

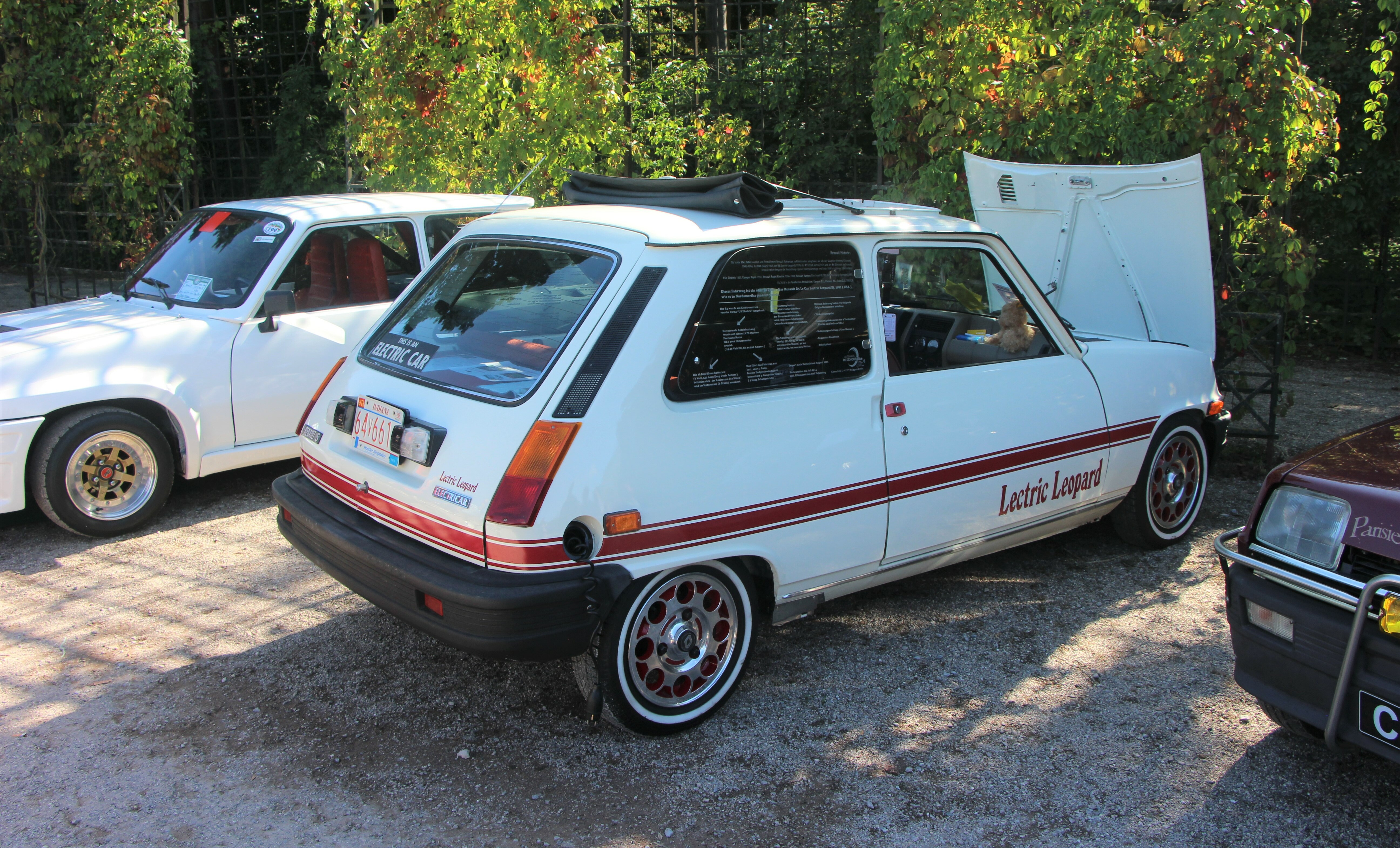
Lectric Leopard (1979)
— електро Le Car

Компанія U.S. Electricar, що базується в місті Атол (Массачусетс), проводила переобладнання Renault Le Car на електромобілі, встановлюючи шістнадцять шестивольтових свинцево-кислотних акумуляторів, що забезпечували скромний запас ходу в 60 км (37 миля). У 1978 році переобладнані автомобілі були перейменовані в «Lectric Leopard» і продавалися державним агенціям.

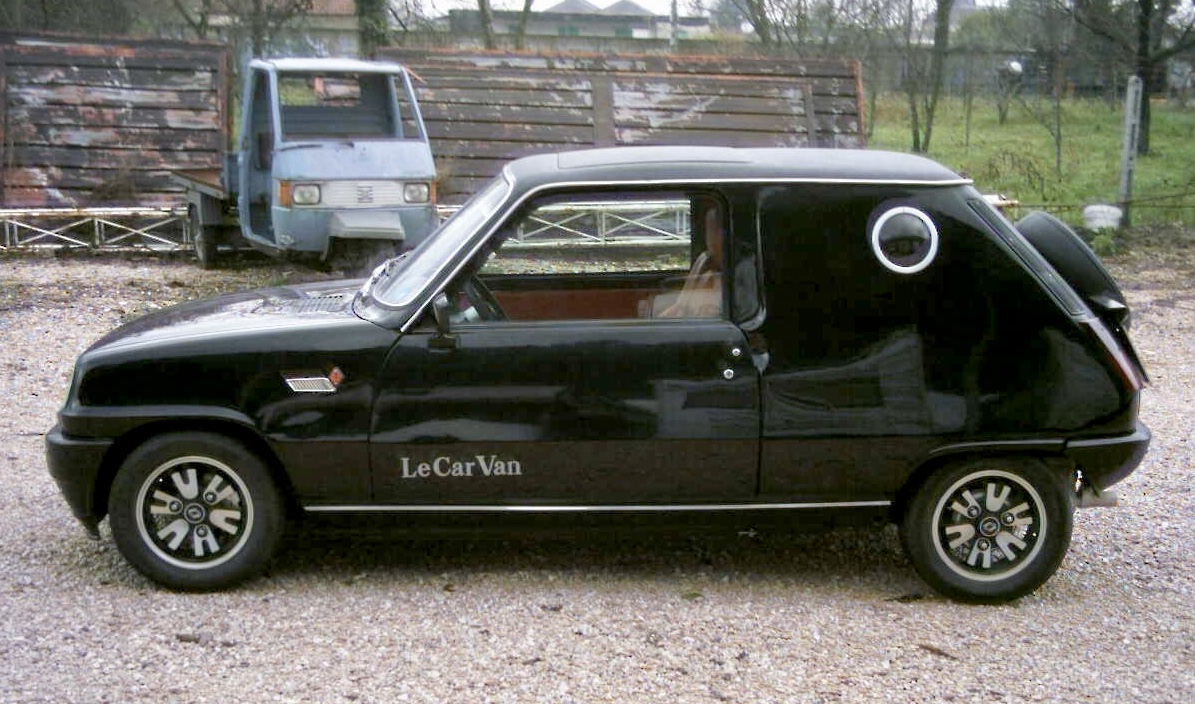
Renault 5 Le Car Van (від Heuliez)

У французькому кузовному ательє Heuliez carrosserie переобладнували авто у фургони під назвою Le Car Van. Задні бічні панелі були замінені пластиковими панелями, які включали круглі вікна-ілюмінатори та нові невеликі підйомні двері з вікнами. В інтер'єрі був червоний велюр. Він був доступний як у дво-, так і в чотиримісному виконанні. У період з 1979 по 1983 рік було побудовано близько 450 фургонів Le Car Van.

### Renault 5 Turbo

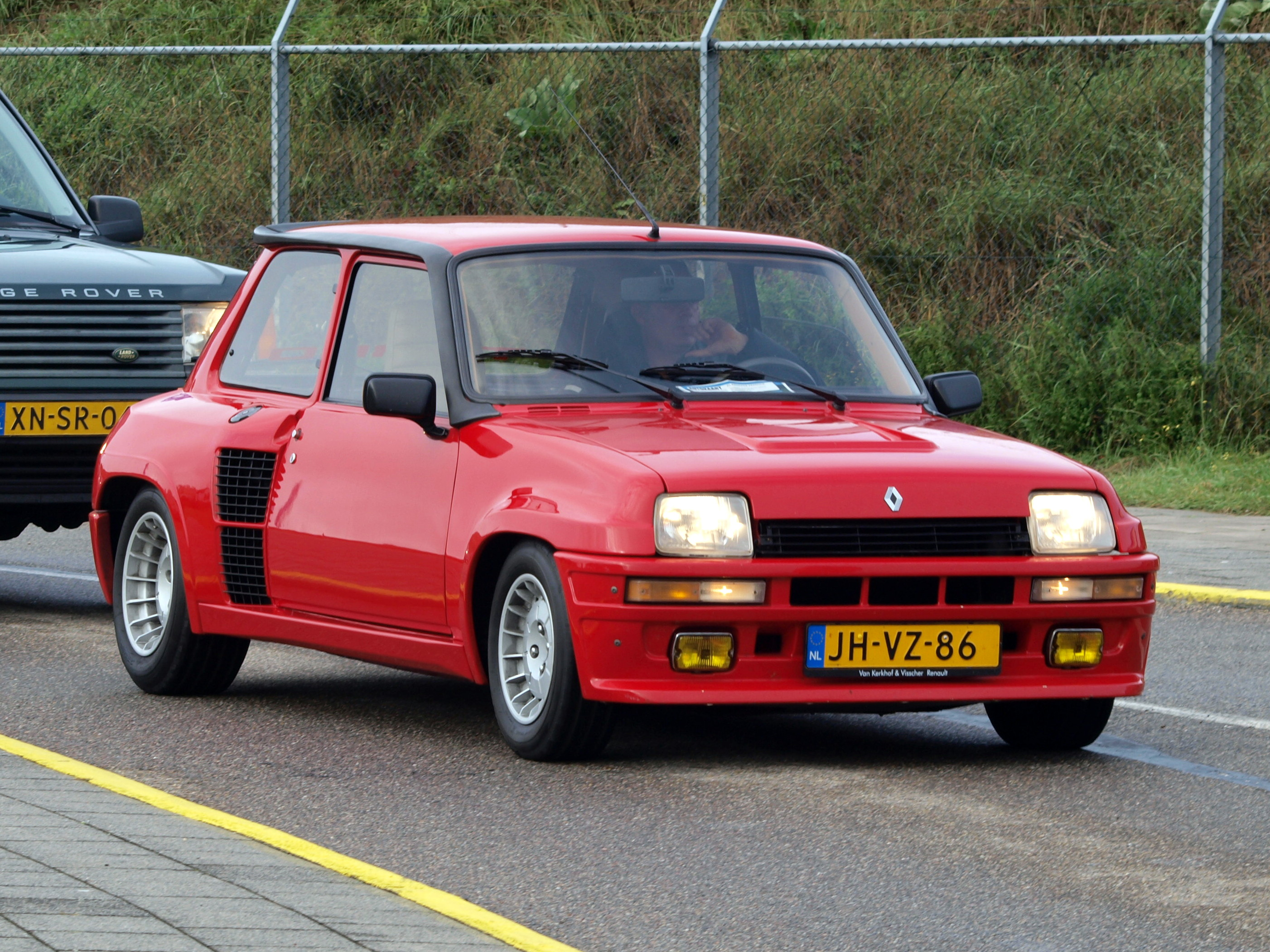
Renault 5 Turbo

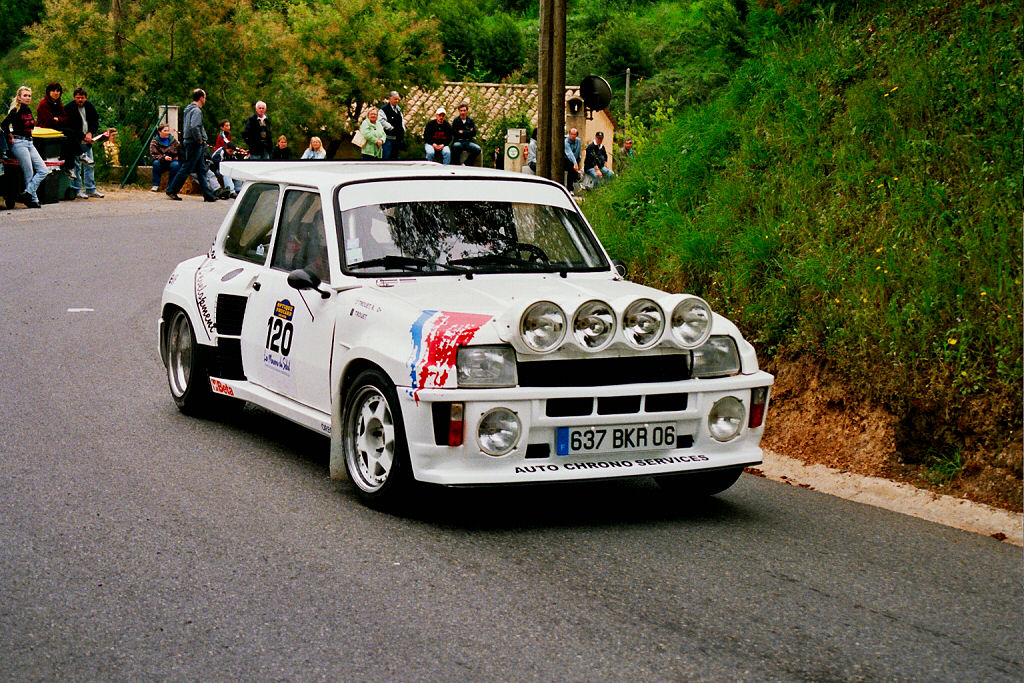
Ралійний Renault 5 Turbo

Задньопривідний Renault 5 Turbo не слід плутати з передньопривідними версіями Alpine Turbo, Gordini Turbo, GT Turbo. Він розроблявся для Group B і мав встановлений за водієм потужний двигун із турбонаддувом і був ралійним «гарячим хетчбеком». Renault 5 Turbo мав кілька модифікацій, найпотужнішою з яких була Renault 5 Maxi Turbo.

### Двигуни
- B1B — 0,8 л (845 см³) рядний 4-циліндровий; 36 к. с. (26 кВт); максимальна швидкість: 120 км/год
- C1C (689) — 1,0 л (956 см³) рядний 4-циліндровий; 42 к. с. (31 кВт); максимальна швидкість: 130 км/год
- C1E (688) — 1,1 л (1108 см³) рядний 4-циліндровий; 45 к. с. (33 кВт); максимальна швидкість: 135 км/год; 0—100 км/год: 13,8 с
- 810 — 1,3 л (1289 см³) рядний 4-циліндровий; 55 к. с. (40 кВт); максимальна швидкість: 140 км/год (АКПП)
- 810 — 1,3 л (1289 см³) рядний 4-циліндровий; 64 к. с. (47 кВт); максимальна швидкість: 151 км/год
- C1J (847) — 1,4 л (1397 см³) рядний 4-циліндровий; 63 к. с. (46 кВт); максимальна швидкість: 142 км/год (АКПП)
- C2J — 1,4 л (1397 см³) турбо рядний 4-циліндровий; 160 к. с. (118 кВт); максимальна швидкість: 204 км/год; 0—100 км/год: 7,1 с

## Друге покоління (1985—1998)

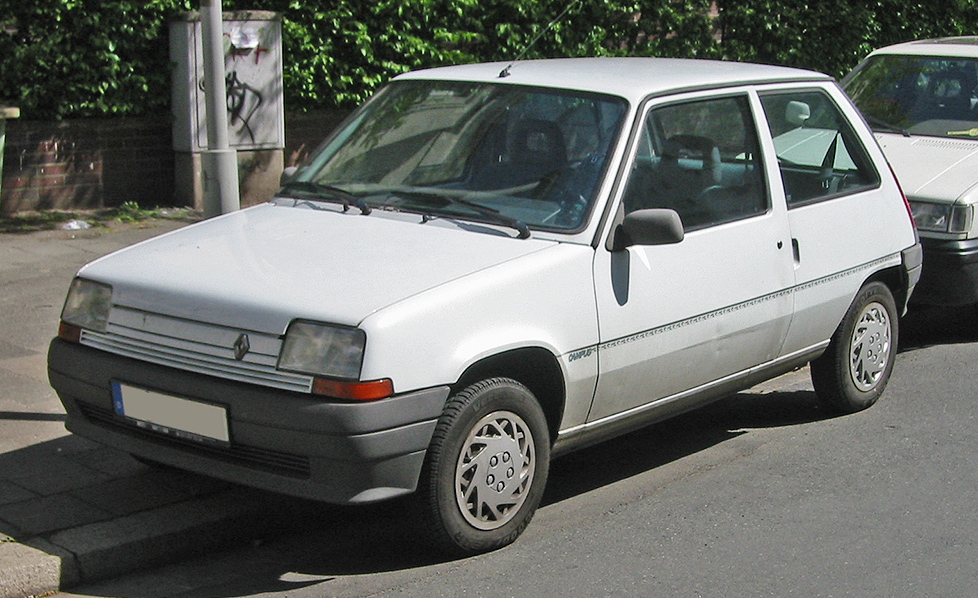
Renault 5

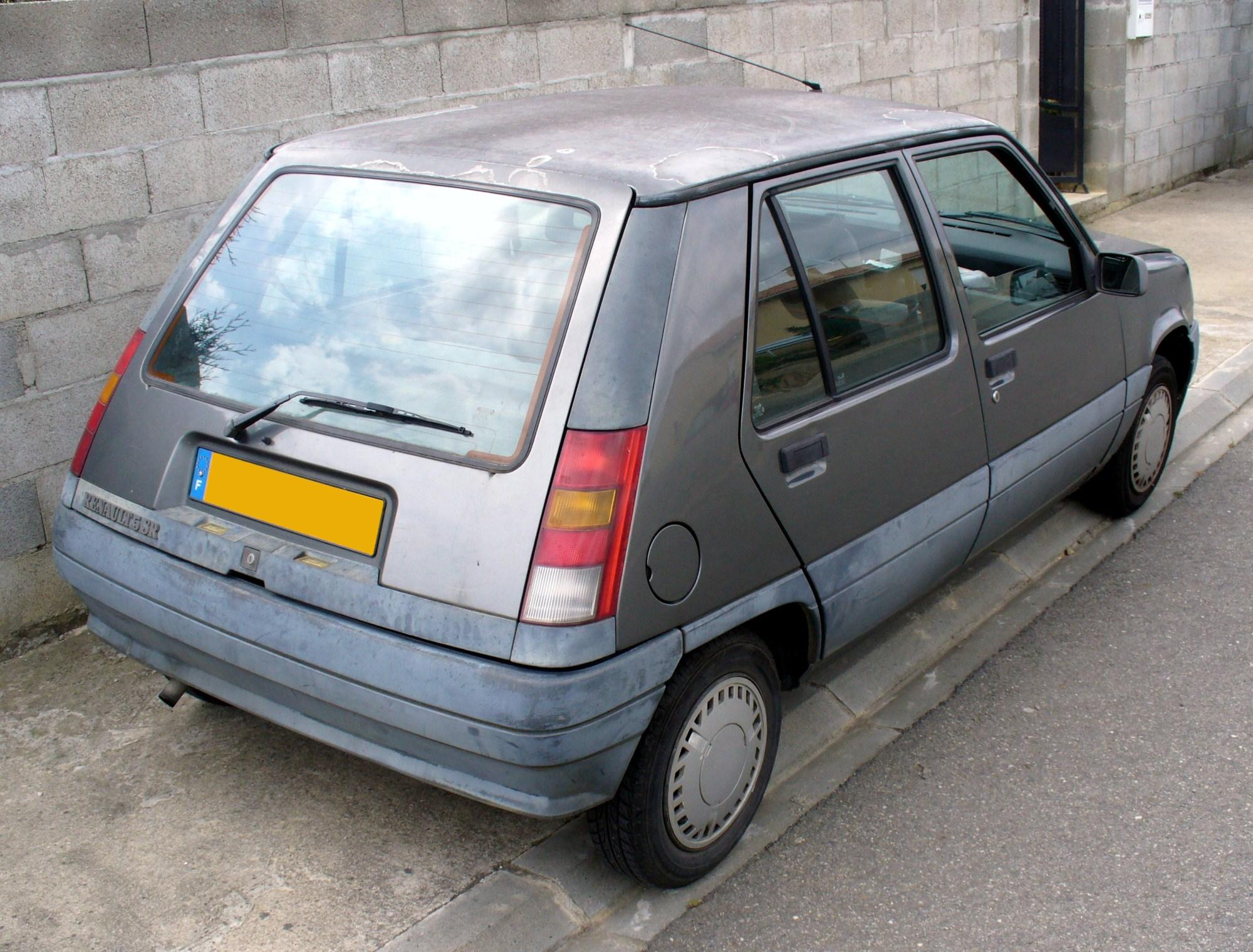
5-дверний Renault 5 другого покоління

Друге покоління, зване також Supercinq або Superfive, з'явилося в 1985 році. Хоча кузов і шасі були абсолютно нові (на платформі Renault 9/11), автомобілі мали знайомі риси моделі 5. Дизайнером був призначений Марчелло Гандіні (Marcello Gandini). Новий кузов став більшим і ширшим, знизився коефіцієнт аеродинамічного опору (cx = 0,35) і витрата палива (4,10 л на 100 км при швидкості в 89 км/год). Найбільшими змінами стали двигун 9 і 11, а також менш складна підвіска Макферсон.

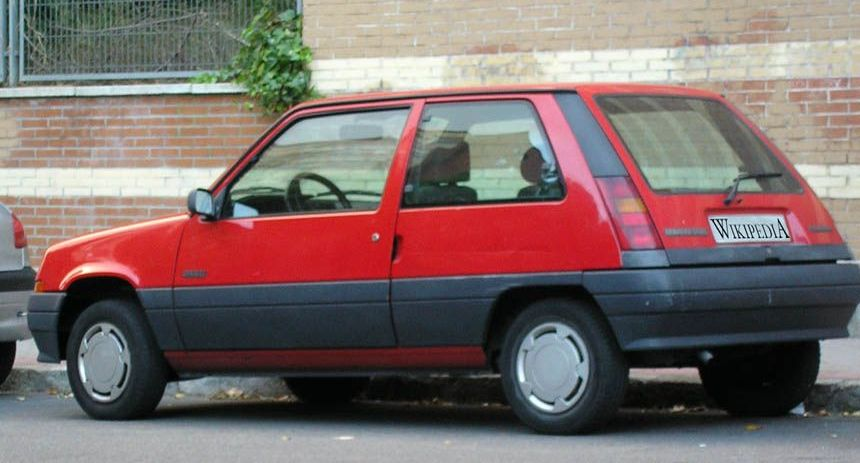
3-дверний Renault 5 другого покоління

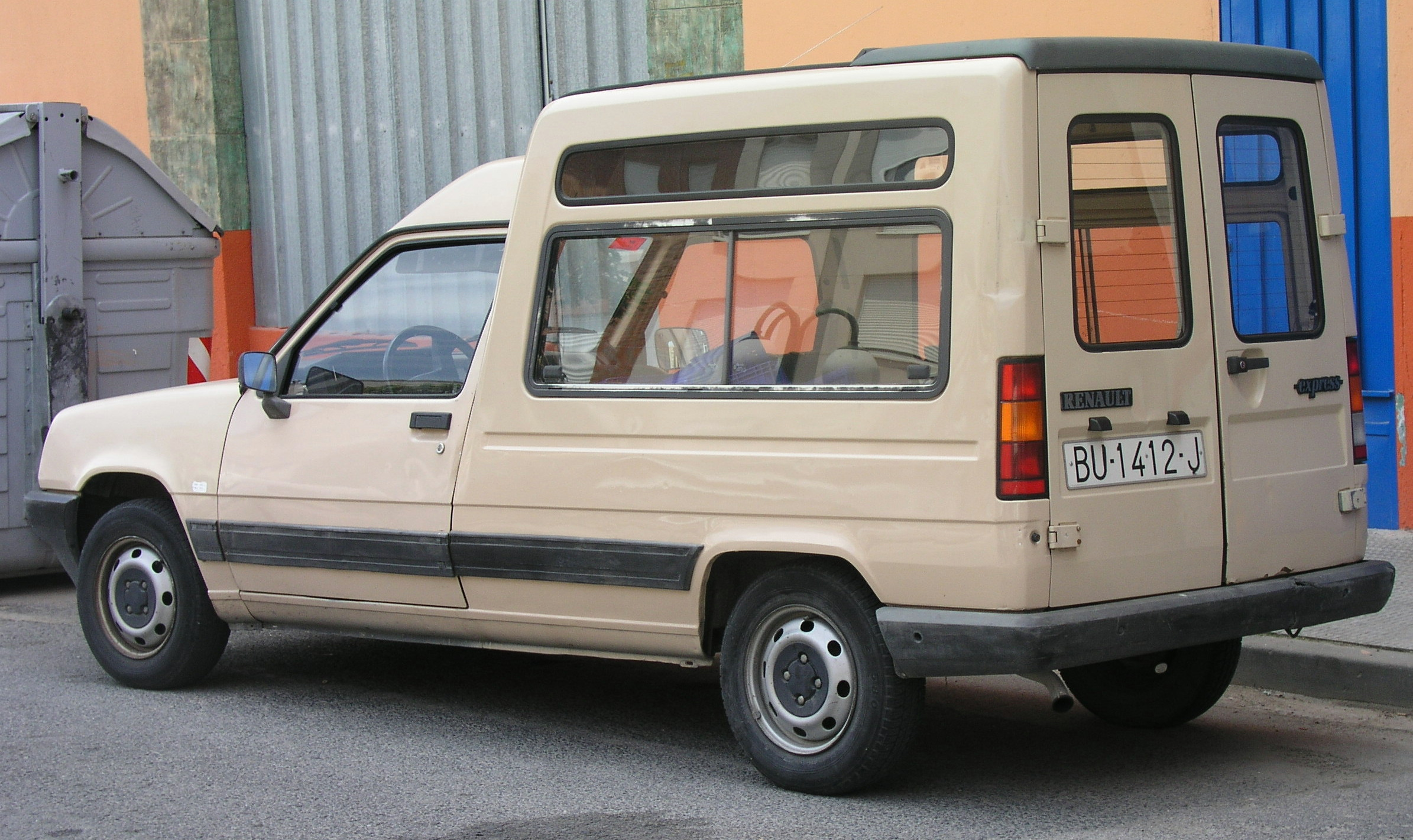
Renault Express, вантажопасажирська версія Renault 5 другого покоління

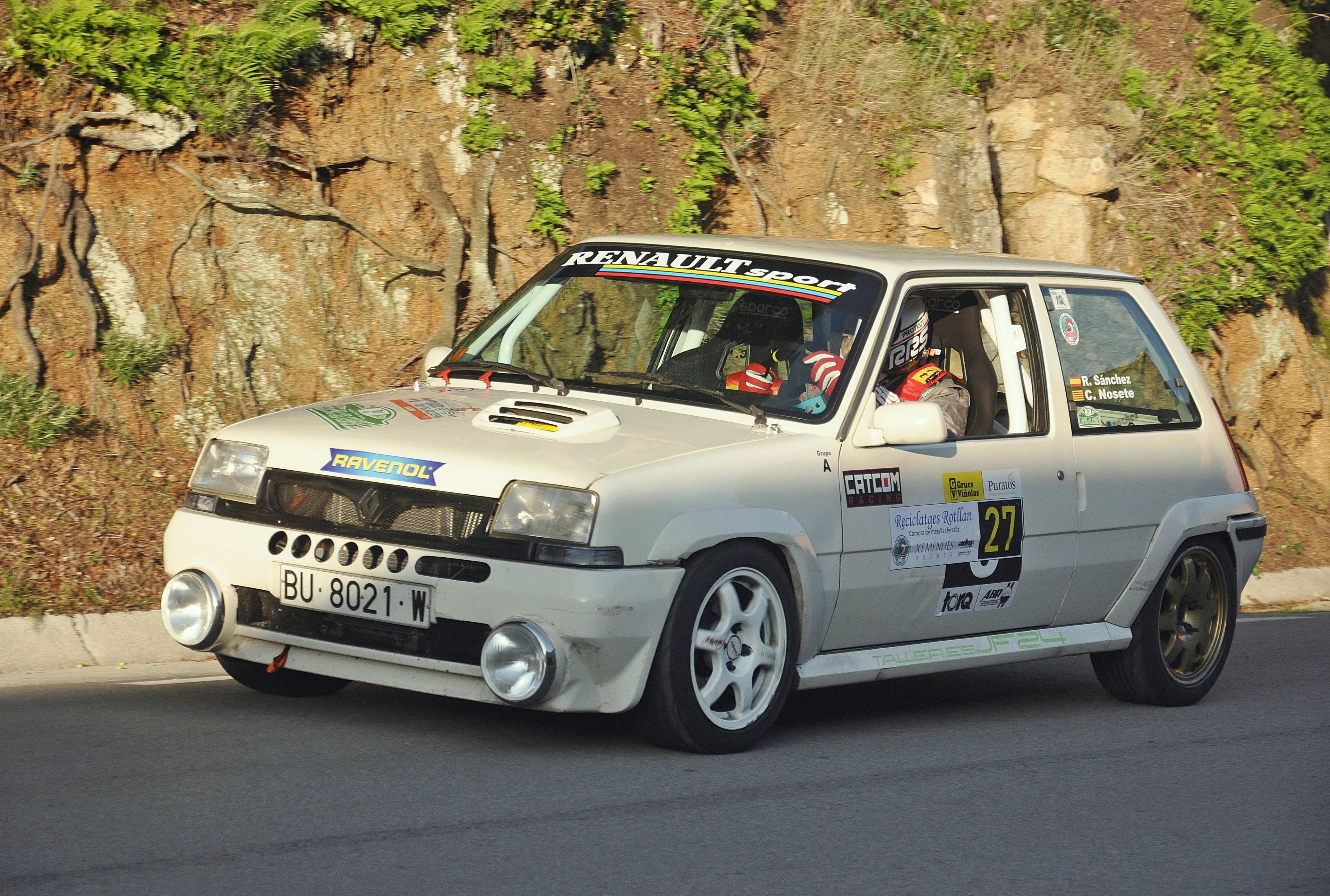
Renault 5 GT Turbo

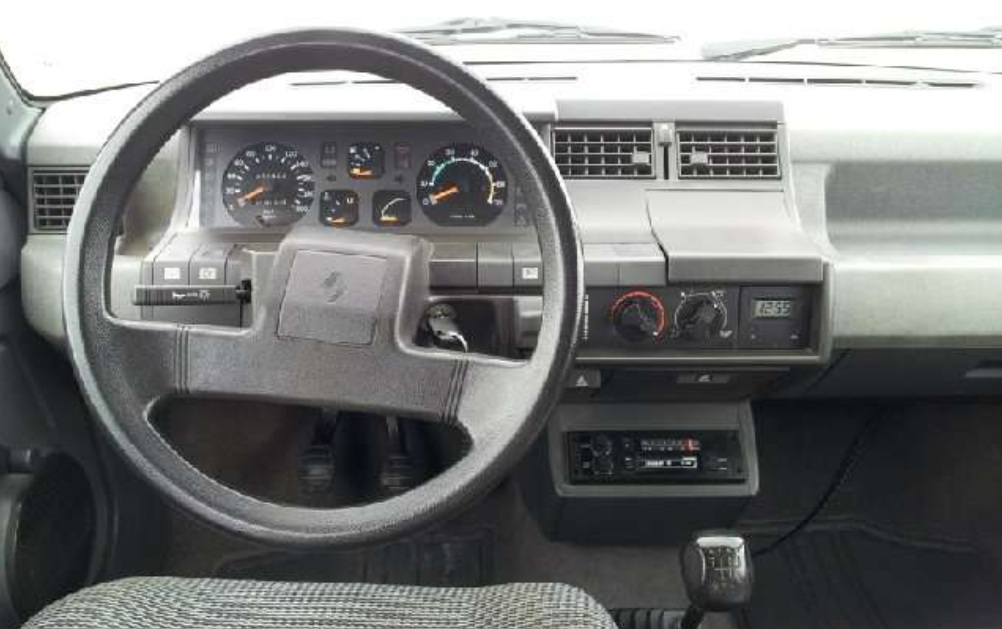

R5 другого покоління отримав нову модифікацію — вантажопасажирський фургон, відомий як Renault Express. У Великій Британії він продавався під назвою Renault Extra, в німецькомовних країнах — Renault Rapid. Він призначався для заміни фургона R4 F6, виробництво якого припинилося в 1986 році.
Renault використовував рядний 4-циліндровий атмосферний двигун об'ємом 1,7 л від моделей 9 і 11 з багатоточковим уприскуванням палива, як доповнення до спортивного 1,4 л турбо. Одержав індекс GTE, він розвивав потужність до 95 к. с. (70 кВт). Версії Baccara і GTX мали 1,7-л двигун, шкіряний салон, гідропідсилювач рульового управління, електричні склопіднімачі, люк на даху, кондиціонер з комп'ютерним управлінням (останній встановлювався опціонально).
До початку 1990-х років модель починає застарівати. У 1990 році вона замінюється на Renault Clio, що успішно продавався по всій Європі. Але виробництво R5 як і раніше продовжується на заводі Revoz в Словенії, де він отримує назву Campus. Виробництво остаточно припинено в 1996 році. У 2005 році Renault Clio II знову отримує бейджик Campus.
Всього виготовлено 3'436'650 автомобілів другого покоління.

### Renault 5 GT Turbo
Версія «гарячий хетчбек» GT Turbo другого покоління серійно випускалася з 1985 року. Двигун — об'ємом 1397 см³ з модифікованими чотирма циліндрами, вісьмома клапанами Cléon, турбонаддувом Garrett T2 з повітряним охолодженням. Важив близько 850 кг, потужністю 160 к.с. (117 кВт), GT Turbo мала гарне співвідношення ваги й потужності, що дозволяло їй розганятися до 100 км/год за 6,6 секунд. Для відмінності від базового 5, GT Turbo мала бічні пластикові «пороги». Однак двигун турбо мав проблеми із запуском і був важкокерованим. Аналогічний двигун використовувався на Renault 9 і 11 Turbo.
У 1987 році запущений оновлений Phase II, відрізнявся установкою водяного охолодження, що дозволив зберегти життя турбо, новою системою запалювання (до 500 об/хв і вище). Ці зміни дозволили збільшити потужність двигуна до 162 к.с. (119 кВт). Зовнішнє оформлення автомобіля було оновлено (зокрема нові бампери й колісні арки), коефіцієнт аеродинамічного опору знизився від 0,36 до 0,35. Phase II розганялася до 100 км/год за 7,7 с. У 1989 році GT Turbo отримав новий інтер'єр, а в 1990 році випущена модель Raider, яка використовувала 120-сильний двигун C1J з турбонаддувом низького тиску. Була доступна тільки в кольорі «синій металік». Виробництво припинено в 1991 році, на зміну моделі прийшли Clio 16v і Clio Williams.

### Двигуни
- C1C (689) 1,0 л (956 см³) рядний 4-циліндровий; 42 к. с. (31 кВт); максимальна швидкість: 130 км/год
- C1E 1,1 л (1108 см³) рядний 4-циліндровий; 49 к. с. (36 кВт); максимальна швидкість: 150 км/год
- C1J (847) 1,4 л (1397 см³) рядний 4-циліндровий; 63 к. с. (46 кВт); максимальна швидкість: 155 км/год
- C1J (784—788) 1,4 л (1397 см³) турбо рядний 4-циліндровий; 115—120 к. с. (85—88 кВт); максимальна швидкість: 204 км/год; 0—100 км/год: 7,9—7,5 с
- Renault Cléon-Fonte 1,4 л (1390 см³) турбо рядний 4-циліндровий; 160 (162) к. с., максимальна швидкість: 209 (212) км/год; 0—100 км/год: 6,6 (7,7) с
- F2N 1,7 л (1721 см³) рядний 4-циліндровий; 82 к. с., максимальна швидкість: 170 км/год; 0—100 км/год: 8,9 с

## Відродження
R5 Prototype (2021)
У січні 2021 року Renault представила концепт-кар, який став серійним. З 2024 року автомобіль R5 надійшов в продаж як електромобіль.

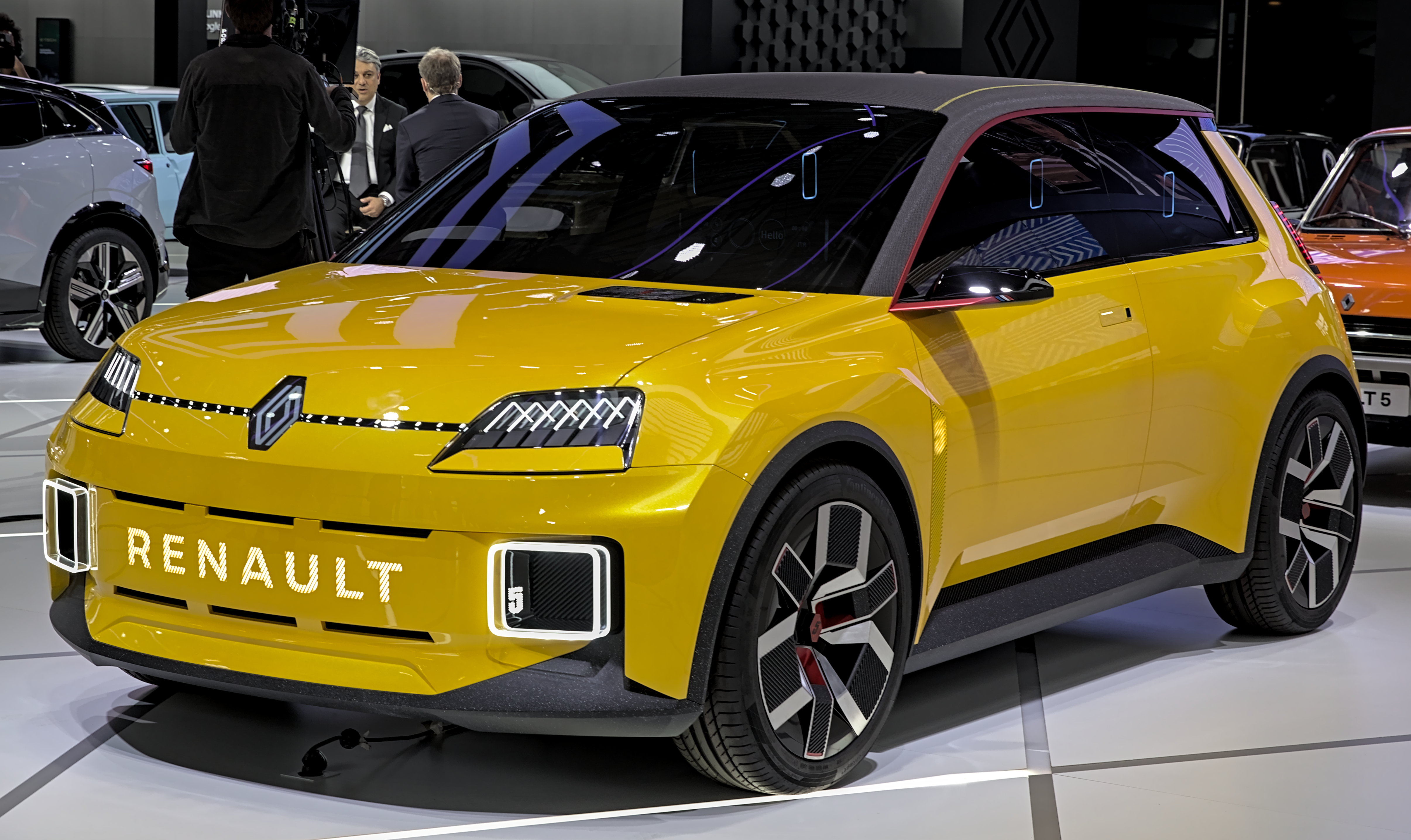
Renault R5 Prototype 2021
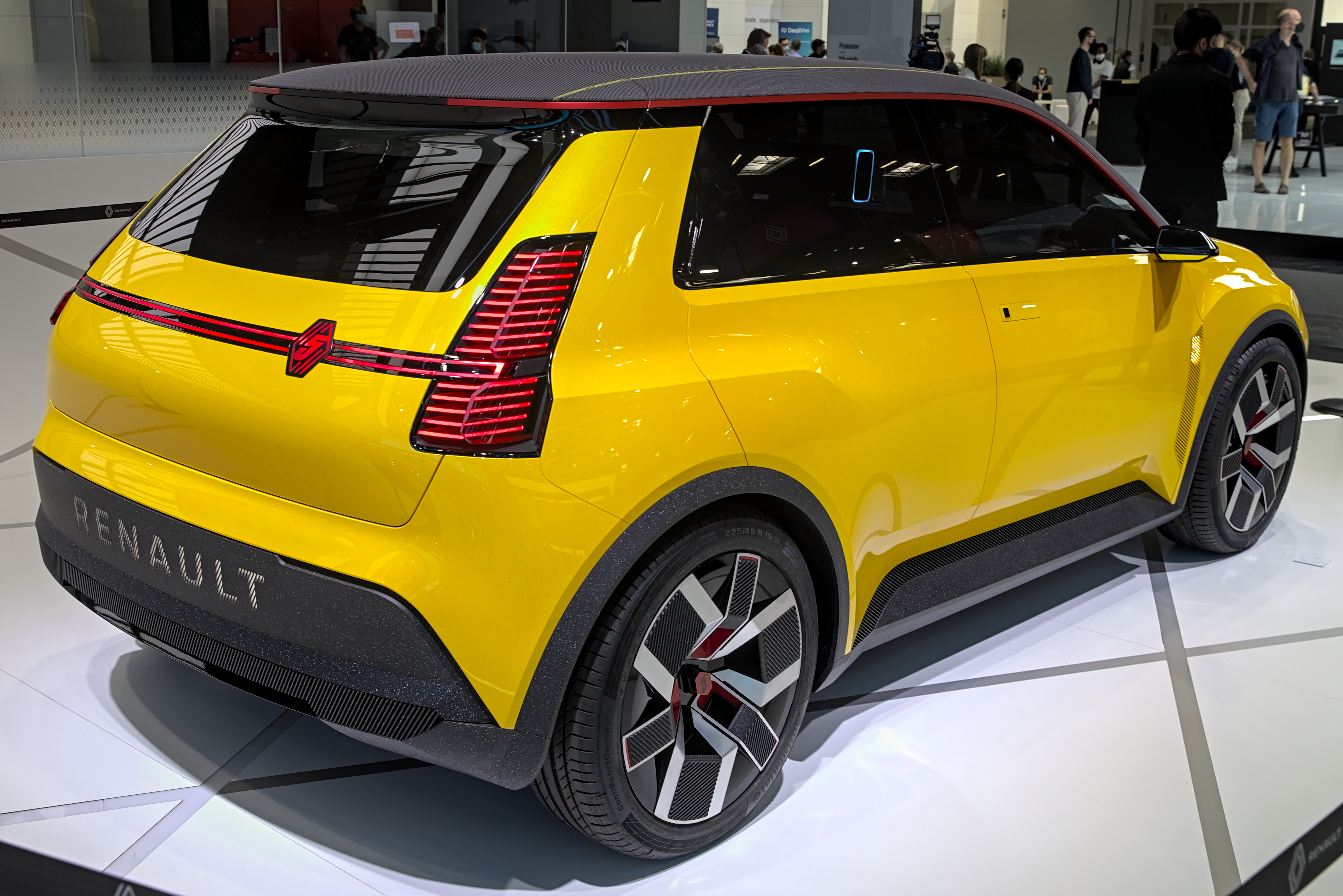
Renault R5 Prototype 2021

Renault 5 E-Tech (2024)
Ім'я Renault 5 повернулося в лютому 2024 року для електричного хетчбека Renault 5 E-Tech з електродвигуном, та із дизайнерськими фішками, натхненними оригінальним дизайном "п'ятірки" та Renault 5 Turbo. 
Потім з'явилася високопродуктивна версія від Alpine під назвою A290.